# قصر الزقورة

قصر الزقورة

قصر الزقورة وهو أحد المباني الواقعة في بغداد وتمتاز بشكلها المستمد من الزقورات القديمة والأثرية تقع في قلب المنطقة الخضراء على مقربة من بوابة القدس وقد بنيت في عهد الرئيس العراقي السابق صدام حسين وتعرضت للقصف العنيف في اثناء غزو العراق عام 2003 والحق بها اضراراً جسيمة واعيد تأهيلها وهي الآن أحد معالم العاصمة بغداد.

## الصور

قصر الزقورة